# Yes,Happy
「Yes,Happy」（いえす はっぴー）は、モンゴル出身の女性歌手オユンナの2枚目のシングル。

## 解説
1990年11月21日にポニーキャニオンよりリリースされた。
1990年のカネボウ化粧品冬のイメージソング。

## 収録曲
1. Yes,Happy
  - 作詞: 阿木燿子、作曲: 宇崎竜童、編曲: 松浦晃久
2. 天の子守歌（モンゴル語ヴァージョン）
  - 作詞: エルデネツェツェグ、作曲: オユンナ

## 収録アルバム
- オユンナ ОЮУНАА（1990年11月21日）